# کامورس
کامورس (انگلیسی: Comverse) شرکت نرم‌افزار آمریکایی اسرائیلی است، که در سال ۱۹۸۲ تأسیس شد.